# Andrena luscinia
Andrena luscinia är en biart som beskrevs av Warncke 1975. Andrena luscinia ingår i släktet sandbin, och familjen grävbin. Inga underarter finns listade i Catalogue of Life.